# Orbitacolax leptoscari
Orbitacolax leptoscari is een eenoogkreeftjessoort uit de familie van de Bomolochidae. De wetenschappelijke naam van de soort is voor het eerst geldig gepubliceerd in 1953 door Yamaguti.